# Яковлев, Иоан Игоревич
Иоан Игоревич Яковлев (род. 19 января 1998, Нарва, Эстония) — эстонский футболист, полузащитник клуба «Паниониос» и сборной Эстонии.

## Биография
Начинал заниматься футболом в детской команде «Силламяэ Калев», однако уже в 10 лет попал в систему таллинской «Левадии». В 2014 году какое-то время числился в академии петербургского «Зенита» и играл в их составе на зимнем первенстве. С 2015 по 2016 год выступал за фарм-клуб «Левадии» в эстонской Эсилиге, где сыграл 58 матчей и забил 15 голов. 22 февраля 2017 года стало известно, что игрок подписал однолетний контракт с футбольным клубом «Нарва-Транс». 4 марта 2017 года дебютировал в высшей лиге Эстонии в матче против «Пайде». В 2018 году выступал за таллинский «Калев».
В 2019—2021 годах играл в низших лигах Испании за «Атлетико Сагунтино», «Арандина», «Пенья Депортива», «Торрихос». В начале 2022 года вернулся в «Калев» и стал лучшим распасовщиком чемпионата Эстонии 2022 года (13 голевых передач). В декабре 2022 года подписал контракт с «Левадией» на 2,5 года. По итогу сезона 2023 года с «Левадией» занял второе место в чемпионате, а в мае 2024 года выиграл Кубок Эстонии. Сезон 2024 года принес золотые медали. В конце декабря стало известно, что Яковлев перешел в афинский «Панионис».

### В сборной
В октябре 2022 года получил гражданство Эстонии, перед этим отказавшись от гражданства России. 8 января 2023 года дебютировал в национальной сборной Эстонии в товарищеском матче против Исландии, заменив на 63-й минуте Хенрика Оямаа. Первый гол забил в игре против сборной Азербайджана, которая прошла 11 октября 2024 года в Таллине.

## Достижения
- Чемпион Эстонии (1): 2024
- Серебряный призёр чемпионата Эстонии (1): 2023
- Обладатель Кубка Эстонии (1): 2023/24